# Kazimierz Gottwald
Kazimierz Gottwald (ur. 30 grudnia 1895 w Tarnopolu, zm. po 1945) – kapitan Wojska Polskiego.

## Życiorys
Urodził się 30 grudnia 1895 w Tarnopolu, w rodzinie Andrzeja, urzędnika kolejowego. W 1914 zdał maturę w c. k. Szkole Realnej w Tarnopolu.
Od 1914 walczył w szeregach 12. kompanii 2 Pułku Piechoty Legionów Polskich. W grudniu tego roku został ranny i przebywał w szpitalu w Taraczköz. Później został przeniesiony do 2 oddziału karabinów maszynowych 4 Pułku Piechoty Legionów Polskich. We wrześniu 1915 leczył się w szpitalu Czerwonego Krzyża w Nowym Targu.
21 grudnia 1920 został zatwierdzony z dniem 1 kwietnia 1920 w stopniu porucznika, w piechocie, w grupie oficerów byłych Legionów Polskich. 1 czerwca 1921 pełnił służbę w III Łódzkim Batalionie Etapowym, a jego oddziałem macierzystym był 28 Pułk Piechoty. 3 maja 1922 został zweryfikowany w stopniu porucznika ze starszeństwem z 1 czerwca 1919 i 770. lokatą w korpusie oficerów piechoty, a jego oddziałem macierzystym był nadal 28 pp w Łodzi. Później został przeniesiony do 17 Pułku Piechoty w Rzeszowie, a następnie do 54 Pułku Piechoty w Tarnopolu. 1 grudnia 1924 został mianowany kapitanem ze starszeństwem z 15 sierpnia 1924 i 308. lokatą w korpusie oficerów piechoty. Z dniem 23 czerwca 1925 został przeniesiony do Korpusu Ochrony Pogranicza. Służył w 13 Baonie Granicznym na stanowisku dowódcy kompanii granicznej „Husiatyń”. W marcu 1930 został przeniesiony z KOP do 37 Pułku Piechoty w Kutnie, lecz już we wrześniu tego roku został przydzielony do Powiatowej Komendy Uzupełnień Złoczów na stanowisko kierownika referatu II poborowego. Później został przesunięty na stanowisko kierownika referatu I administracji rezerw. Z dniem 1 września 1938 jednostka, w której pełnił służbę została przemianowana na Komendę Rejonu Uzupełnień Złoczów, a zajmowane przez niego stanowisko otrzymało nazwę „kierownik I referatu ewidencji”. Na tym stanowisku pełnił służbę w marcu 1939. W międzyczasie został przeniesiony do korpusu oficerów administracji, grupa administracyjna. 22 września 1939 przekroczył granicę i został internowany na terytorium Królestwa Węgier.
W czasie II wojny światowej przebywał w niemieckiej niewoli. 9 lipca 1945, po powrocie z niewoli, stanął przed Komisją Rehabilitacyjną we Włochach, został powołany do służby czynnej i przydzielony do Rejonowej Komendy Uzupełnień Gdynia na stanowisko kierownika III referatu.
Był żonaty z Zuzanną z Sołtysów, z którą miał córkę Marię (1924–2015), docent doktor, która została pochowana w grobowcu rodzinnym na cmentarzu św. Wawrzyńca we Wrocławiu i syna Adama.

## Ordery i odznaczenia
- Krzyż Niepodległości – 2 sierpnia 1931 „za pracę w dziele odzyskania niepodległości”[22]
- Krzyż Walecznych po raz pierwszy za służbę w POW w b. zaborze austriackim i b. okupacji austriackiej[23][24]
- Srebrny Krzyż Zasługi – 1938 „za zasługi w służbie wojskowej”[25]